# Trzmiel zmienny
Trzmiel zmienny (Bombus humilis) – gatunek owada z rodziny pszczołowatych. Zaliczany do pszczół właściwych, plemienia trzmielowate (Bombini). W Polsce bardzo rzadki.

## Wygląd
Zgodnie z nazwą, wygląd poszczególnych osobników może być bardzo zmienny. Niektóre osobniki są ubarwione rudo i beżowo, przypominając trzmiela rudego i żółtego (w Wielkiej Brytanii jest to jedyna forma barwna tego gatunku). Inne są ubarwione przeważająco czarno, z rudym zakończeniem odwłoka. Są też formy pośrednie pomiędzy wyżej opisanymi skrajnymi, jasną i ciemną.

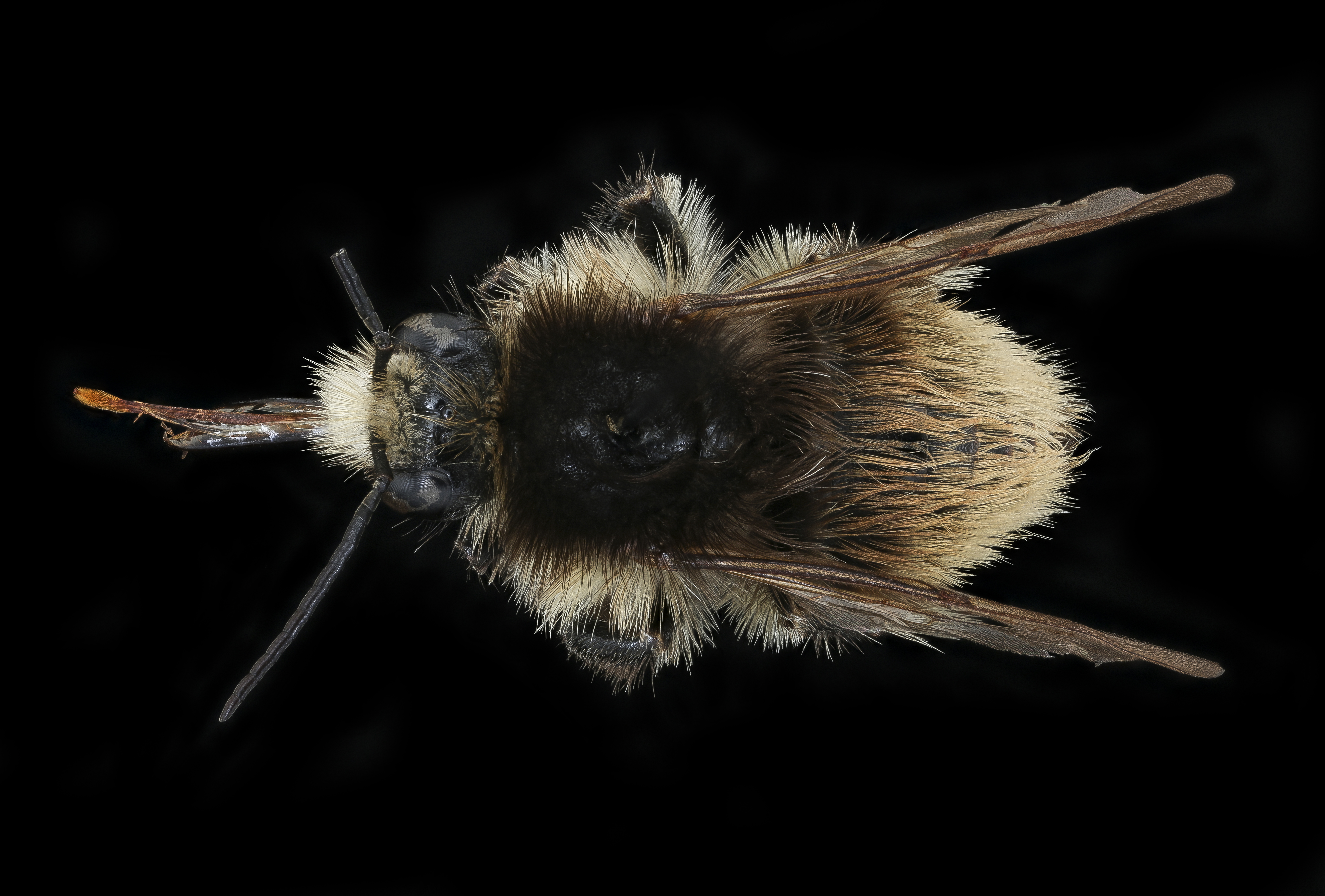
forma barwna pośrednia między jasną a ciemną
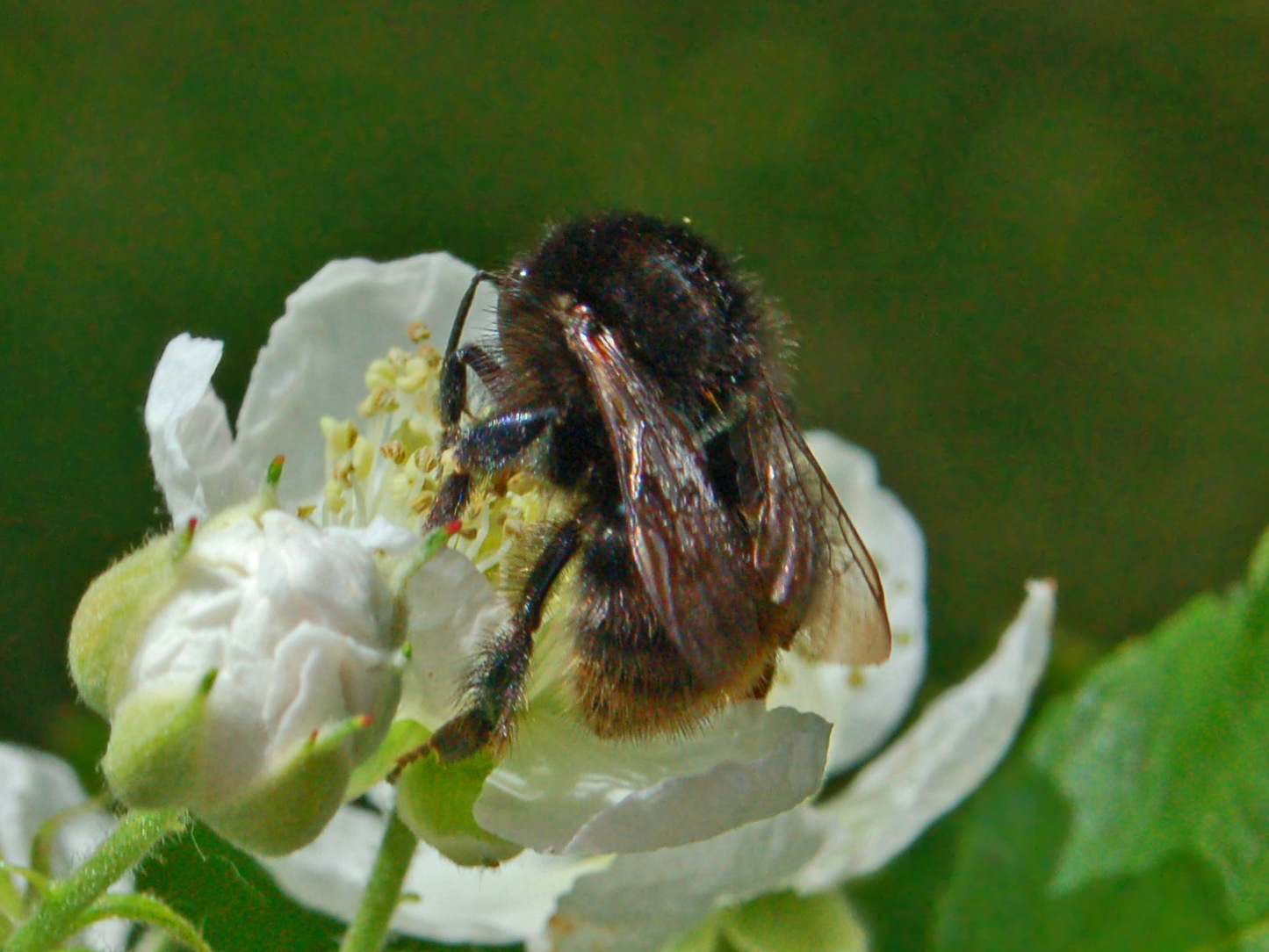
podgatunek appeninus

## Biologia
Gatunek społeczny. Gniazduje na powierzchni ziemi, tworząc rodziny liczące 50-120 osobników. Spotykany m.in. w lasach.